# Phlyarus basirufipennis
Phlyarus basirufipennis là một loài bọ cánh cứng trong họ Cerambycidae.